# Hasan ibn Rustam
Hasan ibn Rustam V Ala al-Dawla Sharaf al-Muluk (s. XI) fou ispahbad bawàndida del Tabaristan. Era fill de Shah Ghazi Rustam V ibn Ali Nusrat al-Din.
El 1139 dirigia un exèrcit que va fer front a la invasió khorasànida i va fugir a Rayy. El seu pare li va tirar en cara la seva fugida i el va considerar sense capacitat militar i el va tenir a la presó durant uns vint mesos. Quan uns anys després el seu germà i hereu Girdbazu fou mort per assassins ismaïlites, no va ser nomenat hereu al tron almenys formalment. El 1155/1156 es va destacar en la victòria sobre un exèrcit que dirigit per l'emir Muayyid Ayaba atacava el Tabaristan des de Khorasan, però al cap d'un parell d'anys va patir una greu derrota davant l'ustundar Kaykawus de Ruyan i altre cop va caure en desgràcia i durant un any se li van confiscar totes les seves propietats; en aquest temps es va fer amic de Kaykawus, amistat que va mantenir quan va pujar al tron.
Shah Ghazi Rustam V va morir el 23 de gener de 1165 i Hasan ibn Rustam el va succeir per decisió dels caps locals. En revenja pels mesos que havia estat empresonat i els menyspreus patits, al pujar al tron va massacrar a molts dels col·laboradors del pare incloent el seu oncle Husam al-Dawla Shahriyar i l'emir Sabik al-Dawla al-Qazwini, senyor de Bistam i Damghan. Quasi tots els gilanis de l'exèrcit foren apartats i substituïts per turcs i perses. La revolta de l'emir Itak, que havia estat al servei de Sandjar i governava Gurgan (que havia mantingut amb el suport del seu pare Abu Ghazi, fou immediata; Itak es va aliar a Muayyid Ayaba de Nixapur.
Hasan ibn Rustam es va casar amb Ayesa, filla de Sunkur Inandj, i va ajudar al seu sogre en la nova revolta contra Ildegiz. Amb el seu suport i el del xa de Coràsmia Il-Arslan Abul-Fath (1156-1172), Inandj (apareix com a Sunkur Inandj i Inandj Sunkur) va atacar Rayy i Jibal el 1165/1166. L'administració civil de Rayy fou transferida als bawàndides mentre Inandj s'ocupava de la militar. Però la revolta es va acabar el 1168/1169 degut a l'assassinat del rebel pel seu propi visir, subornat per Ildegiz, que es va apoderar de Rayy, pel govern de la qual va nomenar al seu fill Muhammad Pahlawan que ja havia rebut també Ardabil a la mort del seu emir. Els ildegízides reclamaven l'entrega del Laridjan que Ala al-Dawlah havia adquirit entre no abans del 1166 i no després del 1169 i que Hasan no va voler entregar. Muhammad Palawan va atacar llavors Firuzkuh, Damghan i Bistam però no les va poder ocupar i finalment va fer les paus amb Hasan sobre la base de renunciar a aquestos territoris i Laridjan i ser reconegut en la possessió de Rayy.
El 1172 el xa de Coràsmia Mahmud Abul-Qasim Mahmud, successor d'Il Arslan, fou enderrocat pel seu germà Tekish Abul-Muzzafar Taj al-Dunya wa'l-Din (1172-1200). Mahmud es va refugiar al Dihistan (part del Khorasan) amb la seva mare i va demanar ajut a Hasan. Aquest va preparar una gran benvinguda al xa de Coràsmia, però l'emir turcman Muayyid Ayaba (senyor de Nixapur i part del Khorasan), al que Hasan havia exigit l'entrega de dues places pertanyents administrativament al Khorasan i que estaven sota el seu domini, però que eren reclamades per Hasan, i que havia maltractat al seu delegat, es va revenjar i va convèncer a Mahmud d'anar a Nixapur i després envair el Tabaristan. Així ho van fer i van conquerir Tamisha (Tomisa) després d'un setge de 40 dies. Llavors Ayaba va atacar Sari i la va assolar; va enviar al seu germà Kustum a perseguir a Hasan que havia fugit cap a Firim però Kustum fou derrotat i els invasors es van retirar.
Llavors Hasan va passar a l'ofensiva i va enviar un petit exèrcit al Khorasan amb ordes de cremar i matar sense miraments, però poc després fou assassinat pel seu esclau i guardaespatlles turc angoixat perquè el renyava sovint (1173).
El va succeir el seu parent Ardashir ibn Hàssan Husam al-Dawla.